# كأس إيطاليا 1922
كأس إيطاليا 1922 (بالإيطالية: Coppa Italia 1922)‏ هو الموسم 1 من  كأس إيطاليا. أشرف على تنظيمه اتحاد إيطاليا لكرة القدم، وكان عدد الأندية المشاركة فيه  37، وفاز فيه نادي فادو.